# Jagdschloss Glienicke

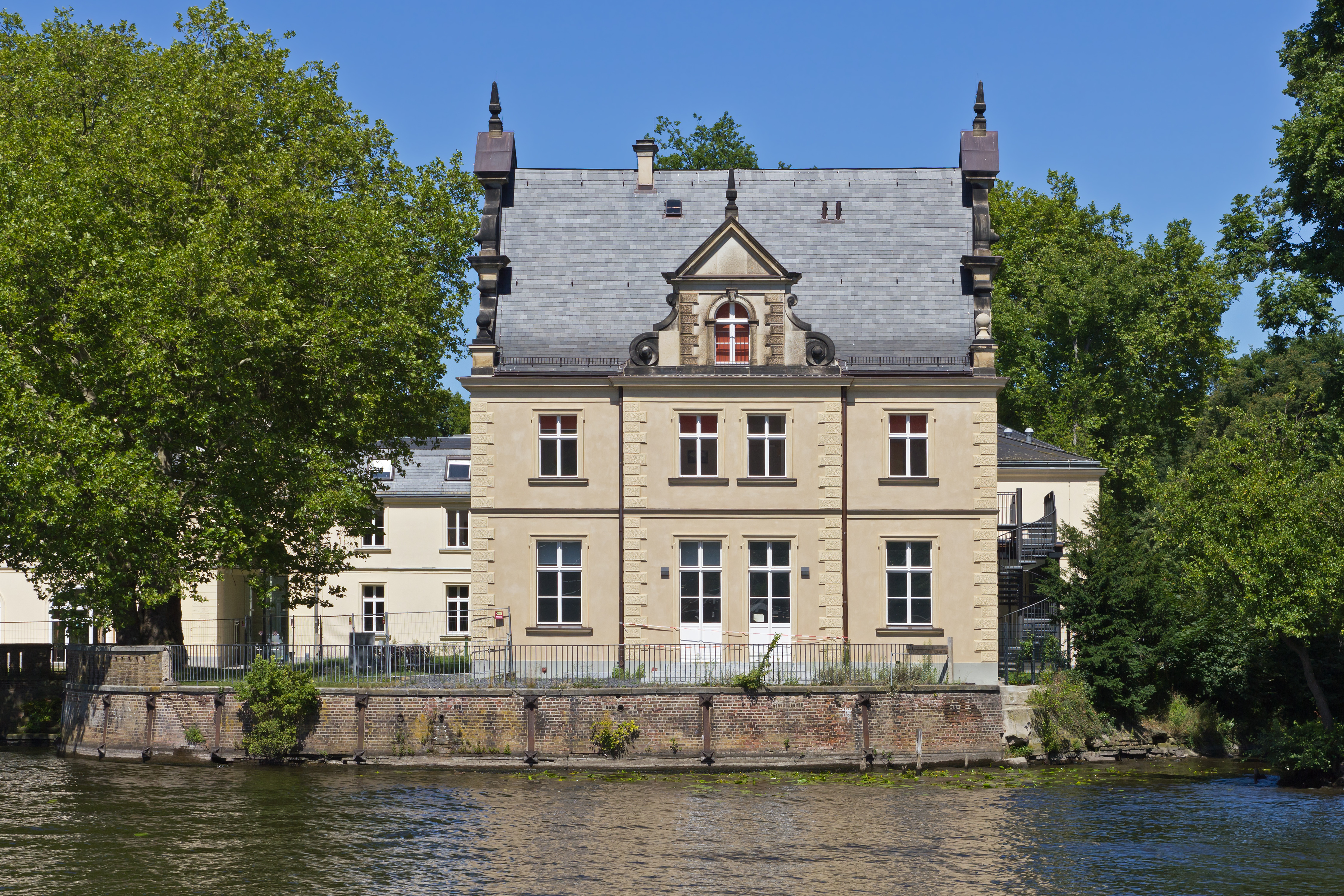
Jagdschloss Glienicke

El Jagdschloss Glienicke (en alemán, Pabellón de caza Glienicke) es un pequeño pabellón de caza situado en Berlín-Wannsee, cerca del puente Glienicke. El palacio de Glienicke y el palacio de Babelsberg pueden verse cerca de allí. Su construcción empezó en 1682 por Charles Philippe Dieussart para el elector Federico Guillermo I de Brandeburgo y completado en 1693 durante el reinado de Federico Guillermo I de Prusia. Federico I de Prusia lo utilizó como hospital militar. En 1763, Federico II de Prusia lo regaló a Isaac Levin Joel, un fabricante de papel y alfombras que lo utilizó como fábrica manufacturera de papel. Desde 1827, fue propiedad de Wilhelm von Türk, quien lo convirtió en un orfanato en 1832. En 1859, el príncipe Carlos de Prusia contrató al arquitecto de la corte Ferdinand von Arnim para renovar el castillo en estilo neobarroco para su hijo, el príncipe Federico Carlos de Prusia. En 1889, Albert Geyer amplió el bloque central del edificio y añadió una torre.
En 1939, el castillo pasó a ser posesión de la ciudad de Berlín. Después de la II Guerra Mundial, el castillo primero se convirtió en una instalación del ejército soviético, y más tarde en un albergue juvenil. Entre ambos, fue utilizado como lugar de almacenamiento para Universum Film AG. Además, muchas familias encontraron aquí un nuevo hogar después de que los rusos vaciaron Berlín y Neubabelsberg. Una de las familias pertenecía a un exalcalde de Berlín. En 1963/64, Max Taut reconstruyó el castillo añadiendo una galería de vidrio en las dos plantas inferiores. Entre 1964 y 2003, el castillo fue usado como centro de reuniones juvenil. Desde 2003, es la sede del Sozialpädagogische Fortbildung Jagdschloss Glienicke.

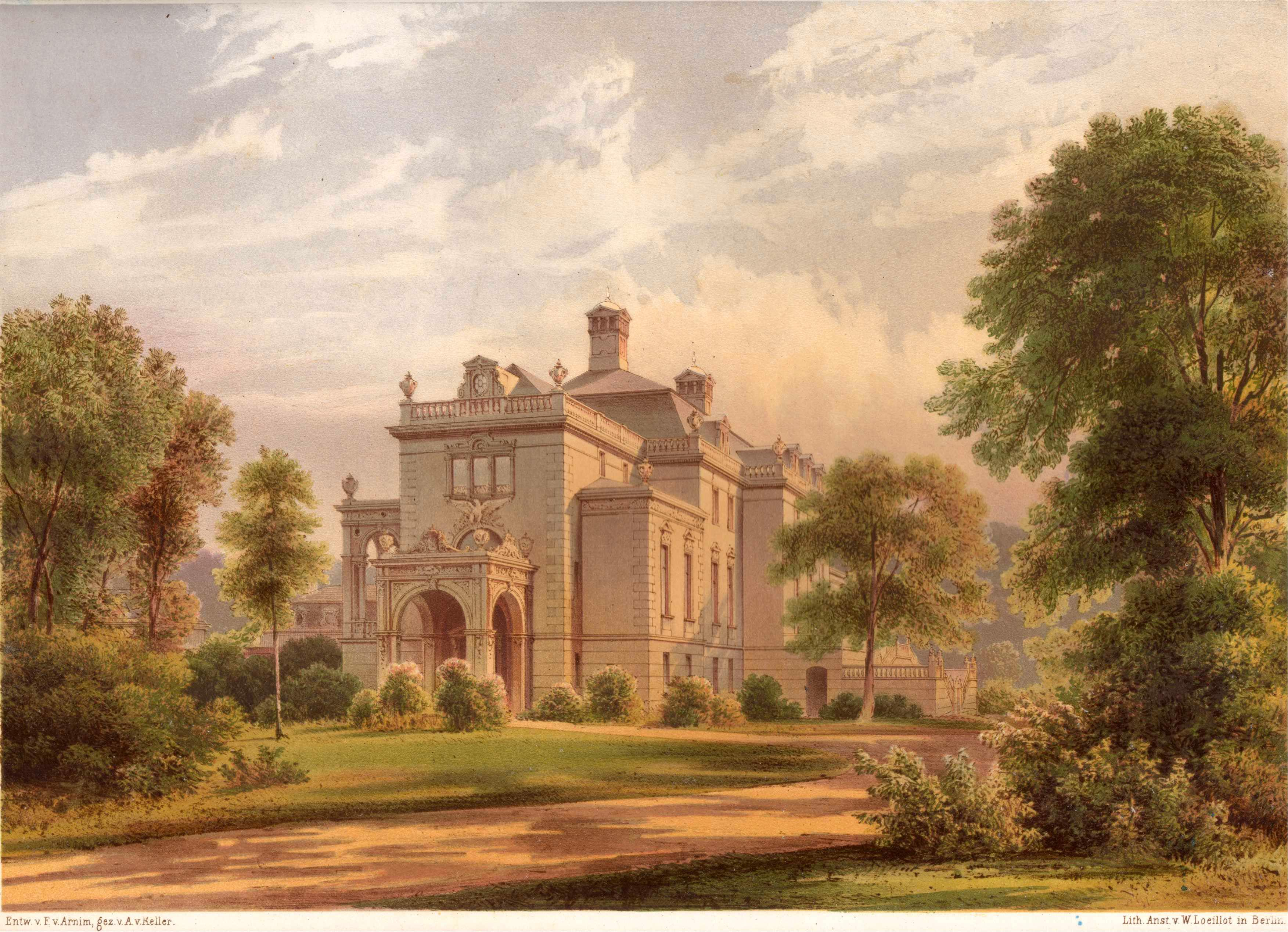
Jagdschloss Glienicke después de la reconstrucción por Ferdinand von Arnim, en torno a 1865

El castillo pertenece a la lista del Patrimonio Mundial de la UNESCO.
El 31 de marzo de 2003, el ala sur del castillo sufrió un incendio como consecuencia de un cableado defectuoso. Debido a que el castillo no tenía alarma contraincendios y sus tomas de agua estaban obstruidas de lodo, el castillo resultó severamente dañado y todavía tiene que ser enteramente reparado. En 2005 empezó una reconstrucción en línea con las prácticas de conservación aceptadas. 